# Doorbraak (beek)
De Doorbraak is een nieuw gegraven beek in Twente tussen de Bornse Beek en de Regge.

## Project
Het traject volgt grotendeels de loop van de Bornerbroekse Waterleiding. De beek is, samen met de Wendel, gegraven om het relatief schone landelijke water in Twente langer vast te houden en te scheiden van het relatief verontreinigde stedelijke water. Verder kan de Doorbraak fungeren als waterbergingsgebied en als ecologische verbindingszone tussen Twente en Salland.
Voorheen werd het landelijke water via de Oude Bornse Beek en de Loolee vrij snel het gebied uitgevoerd. Bij de Loolee kwam het landelijke water samen met het stedelijke water van Enschede, Hengelo en Borne.

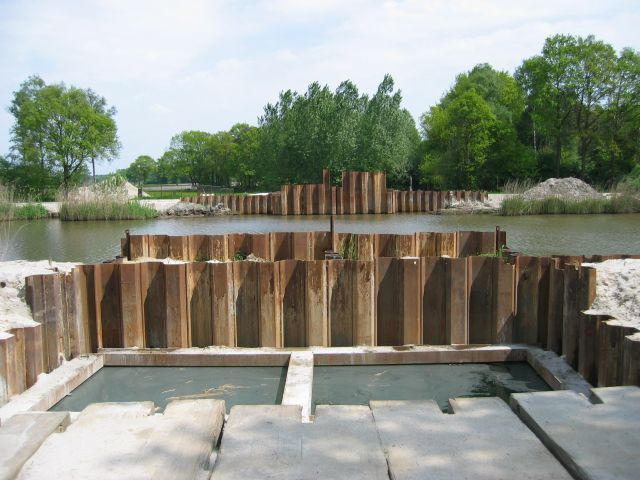
Onderleider

Indrukwekkend is de kruising van het landelijke water met het stedelijke water. Deze vindt plaats waar de Doorbraak met een onderleider het Twentekanaal kruist. Twee microtunnels met een diameter van 3,40 meter leiden het landelijk water onder het Twentekanaal door. De aanleg werd zeer vertraagd doordat er tijdens de boorwerkzaamheden veel zwerfkeien  werden aangetroffen.

## Aanleg

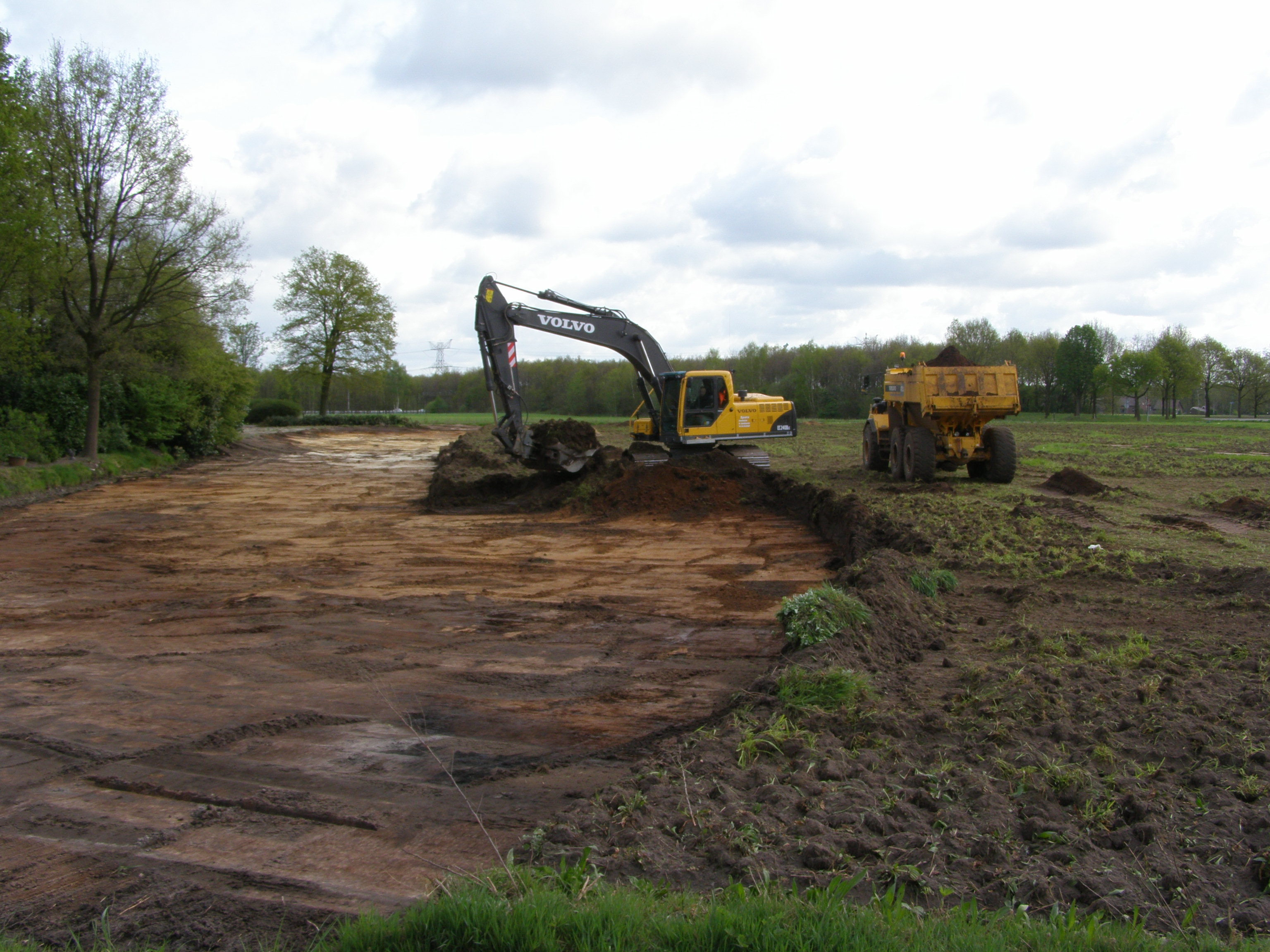
Aanleg van de Doorbraak ten noordoosten van Bornerbroek
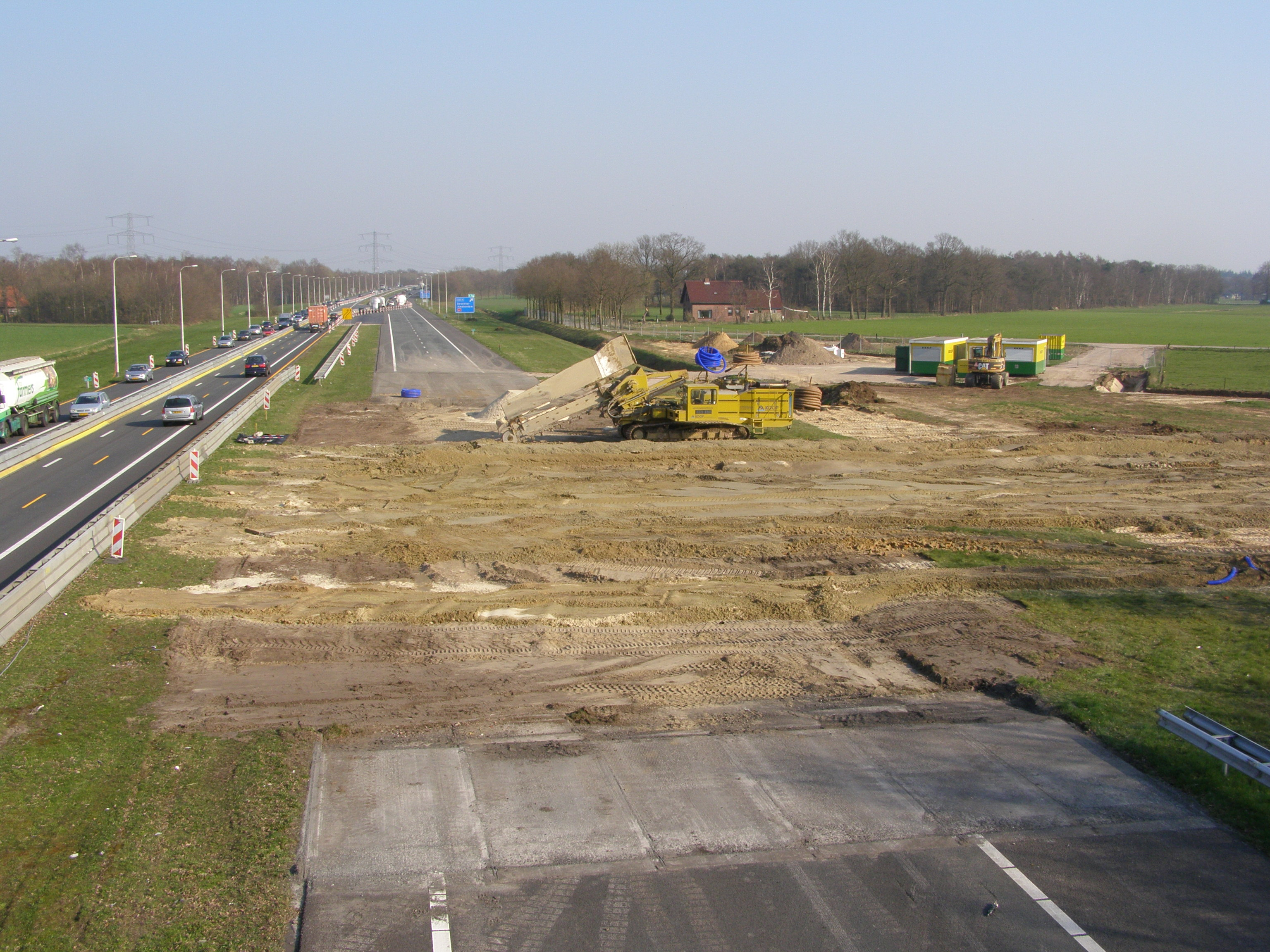
Bij het begin van de bouw van de ecopassage wordt horizontale bronbemaling aangelegd
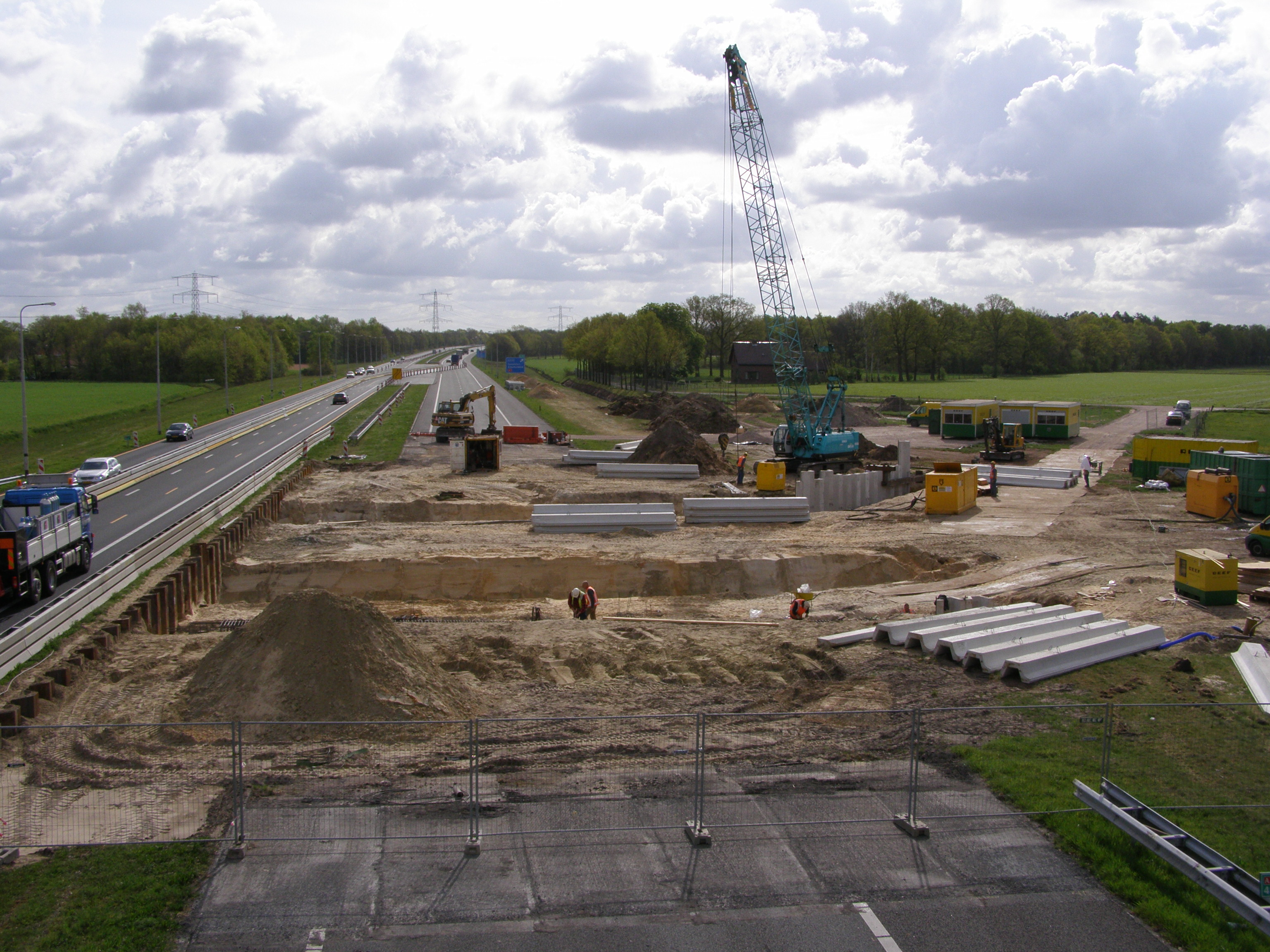
Bouw van de wildpassage bij de A35 ten noordoosten van Bornerbroek (18 april 2007)
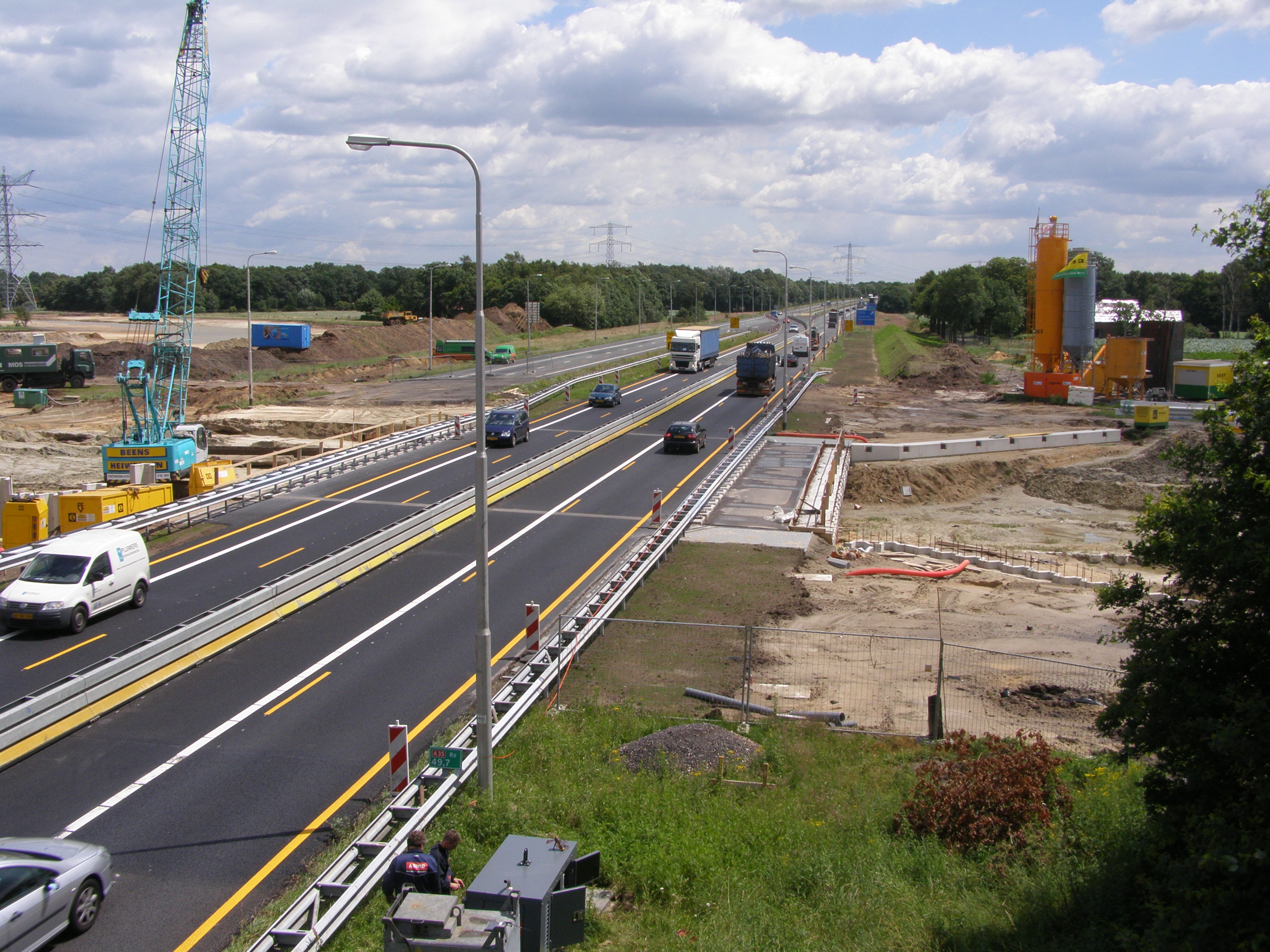
Bouw van de wildpassage voor de Doorbraak, juni 2007
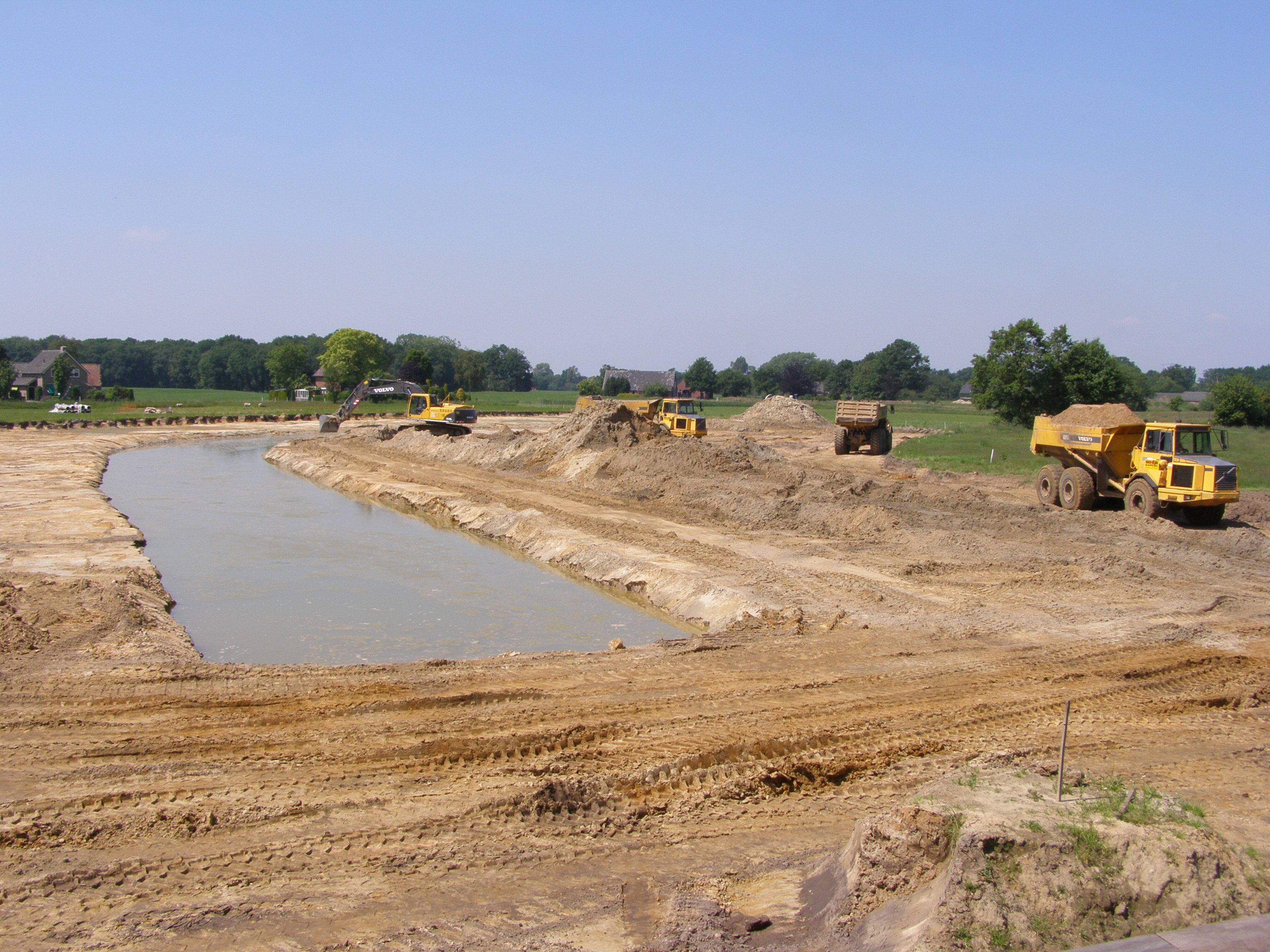
Aanleg van de Doorbraak ten Noorden van Bornerbroek
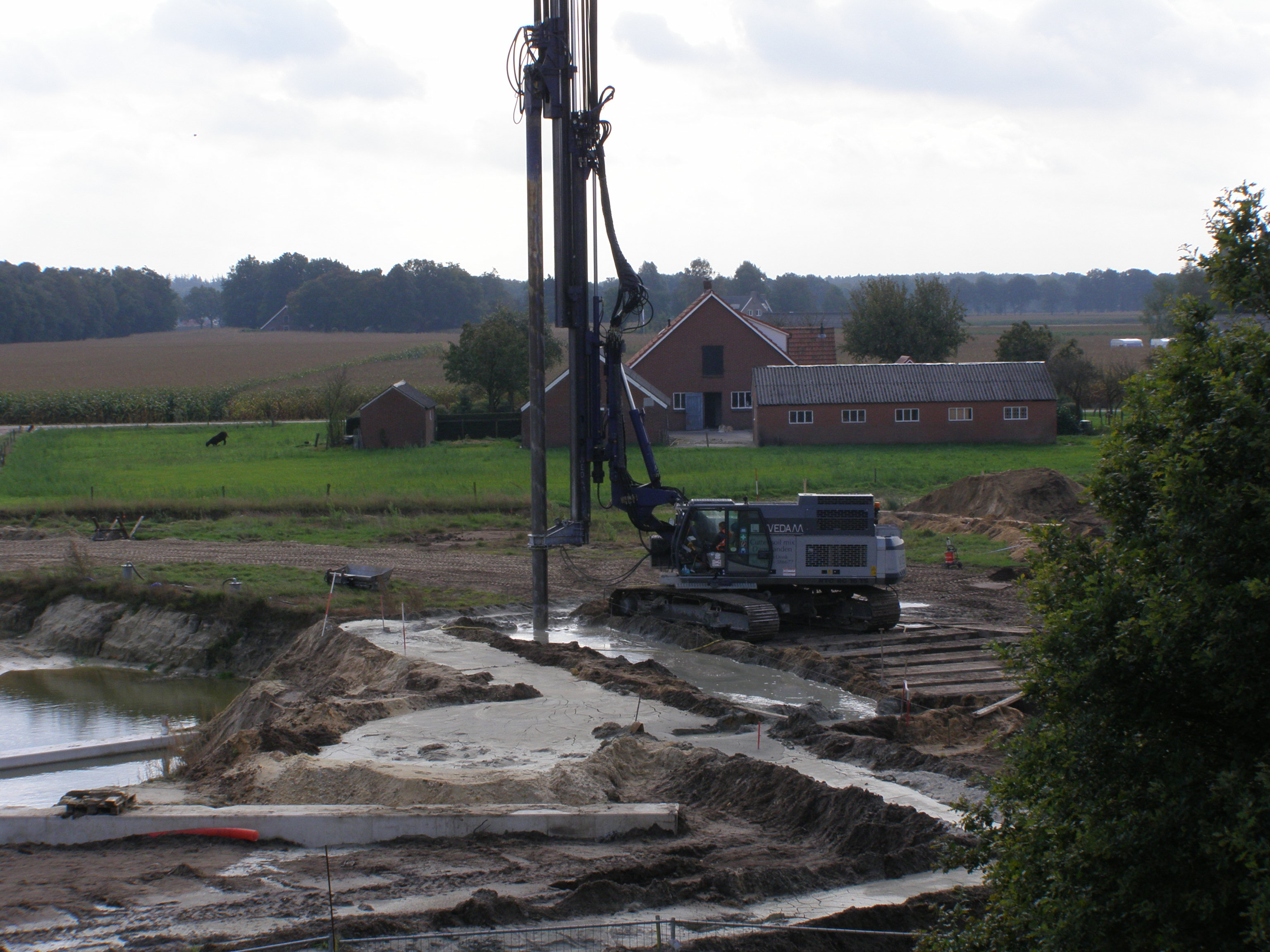
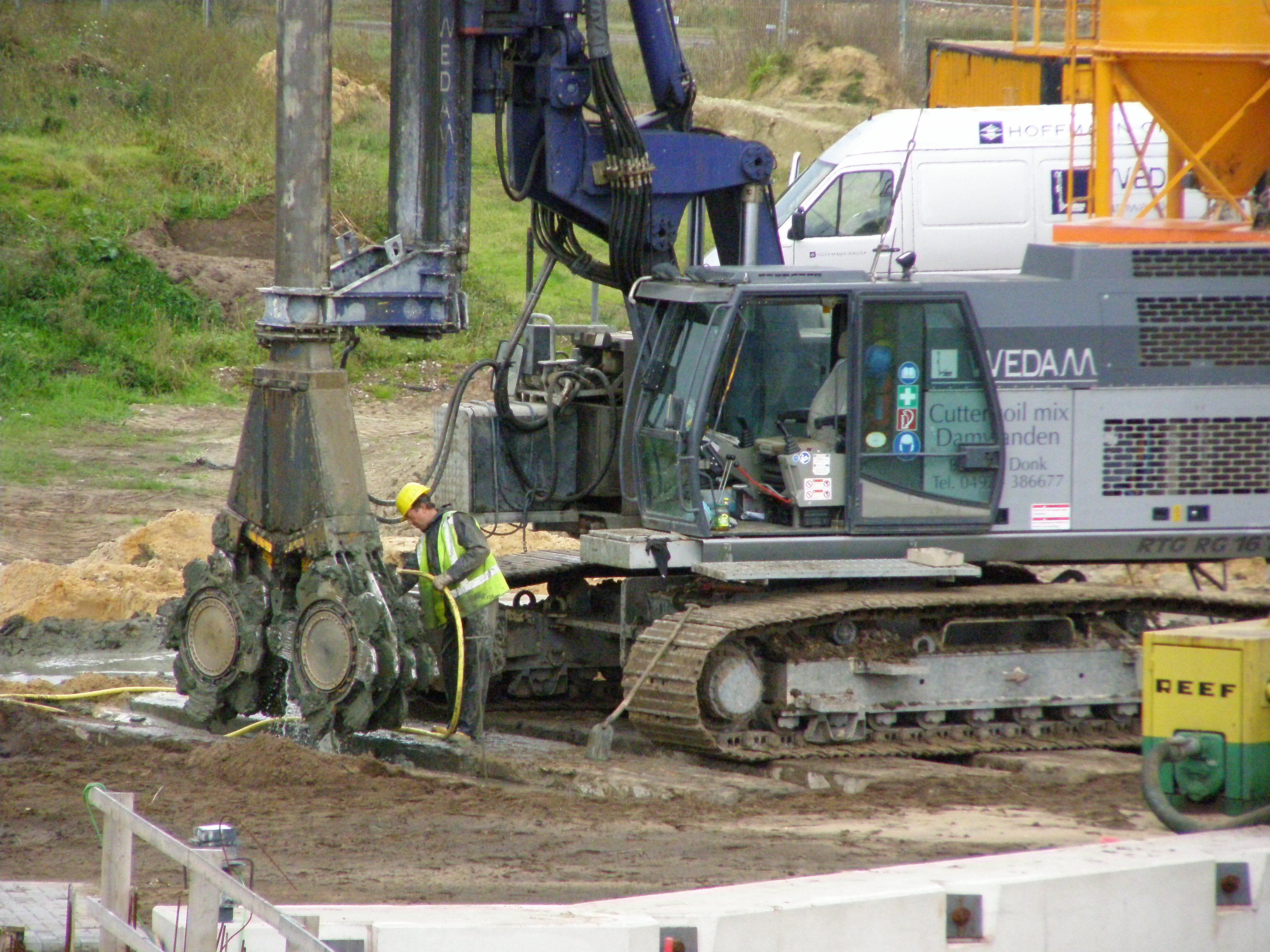
Er wordt een 13 meter diepe keerwand gemaakt van een bentoniet-cement mengsel
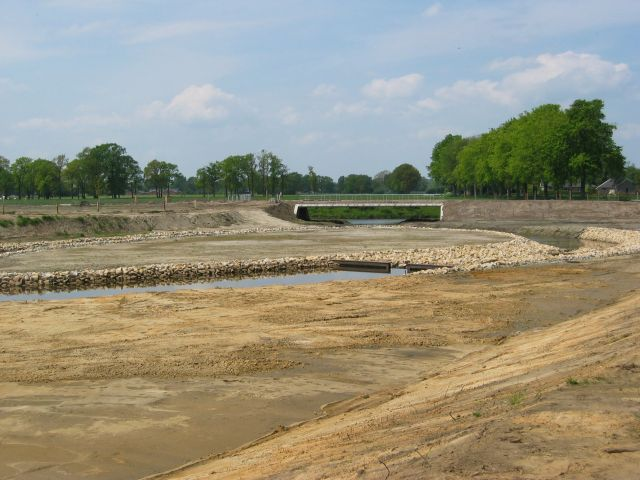
Vlak na realisatie in 2004: Gedeelte bij Ypelo